# Walter Schlee (Politiker)
Walter Schlee (* 5. Januar 1915 in Wohldmühle bei Bobzin; † 3. Juli 2013) war ein deutscher Politiker (NDPD). Er war von 1958 bis 1967 Abgeordneter der Volkskammer in der DDR.

## Leben
Schlee, Sohn eines Handwerkers, wurde in Wohldmühle im Kreis Hagenow geboren. Er besuchte die Dorfschule in Bobzin und die Volksschule in Hagenow. Von 1929 bis 1933 erlernte er den Beruf des Elektroinstallateurs. Schlee trat am 1. April 1933 in die NSDAP ein. Im Jahr 1940 legte er die Meisterprüfung in Berlin ab. Während des Zweiten Weltkriegs leistete er Kriegsdienst in der Wehrmacht.
Nach dem Krieg war Schlee ab 1945 selbständiger Elektromeister in Hagenow. Im Jahr 1951 wurde er Mitglied der National-Demokratischen Partei Deutschlands (NDPD) und 1955 Mitglied des Kreisvorstandes Hagenow und des Bezirksvorstandes Schwerin. Von 1956 bis 1960 war er Mitglied des Kreistages Hagenow. Schlee gründete 1958 die Produktionsgenossenschaft des Elektro- und Rundfunkmechanikerhandwerks (PGH) „1. Mai“ in Hagenow und wurde ihr erster Vorsitzender. Die NDPD vertrat er von 1958 bis 1967 als Abgeordneter in der Volkskammer und war Mitglied des Ausschusses für Arbeit und Sozialpolitik. Im Jahr 1963 besuchte er die Hochschule für Nationale Politik der NDPD.
Nach der von der Jüdischen Landesgemeinde Mecklenburg genehmigten Einebnung des jüdischen Friedhofs ließ er aus einem Findling von der Friedhofsmauer einen Gedenkstein errichten mit der Aufschrift: „DEM ANDENKEN DER JÜDISCHEN OPFER DES FASCHISMUS. DEN LEBENDEN ZUR MAHNUNG“.
Schlee war verheiratet und Vater von acht Kindern. Er verstarb im Alter von 98 Jahren.

## Auszeichnungen
- Verdienstmedaille der DDR
- 1955 Ehrennadel der Nationalen Front
- 1960 Vaterländischer Verdienstorden in Bronze